# جواد شمقدری
جواد شمقدری (زاده ۱۵ دی ۱۳۳۸ مشهد) کارگردان و فیلمنامه‌نویس اهل ایران است که مشاور رئیس‌جمهور و معاون امور سینمایی وزارت فرهنگ و ارشاد اسلامی بوده‌است‌.

## کارگردانی
جواد شمقدری فارغ‌التحصیل مرکز اسلامی آموزش فیلمسازی است.وی فعالیت هنری خود را در سینما با کارگردانی فیلم کوتاه آغاز کرد.

## دیگر فعالیت‌ها
از دیگر فعالیت‌های جنبی وی می‌توان به مدیریت محراب فیلم، عضو مشورتی شورای فیلمنامه حوزه هنری، سیما فیلم، مرکز سینمای تجربی و انجمن سینمای دفاع مقدس اشاره کرد.

## مسئولیت‌های فرهنگی، سیاسی
- معاونت امور سینمایی وزارت فرهنگ و ارشاد اسلامی در دولت دوم احمدی نژاد از ۱۳۸۸ تا ۱۳۹۲[۳]
- مشاور رئیس جمهور در امور هنری در دولت نهم از ۱۳۸۴ تا ۱۳۸۸
- سازنده فیلم تبلیغاتی محمود احمدی‌نژاد در مبارزات انتخاباتی سال ۱۳۸۴ و ۱۳۸۸
- عضو هیئت امناء هیئت اسلامی هنرمندان

## دیدگاه‌ها
- جواد شمقدری در زمانی که مشاور هنری محمود احمدی‌نژاد بود منتقد سیاست‌های وزارت ارشاد دوره محمدحسین صفار هرندی بود. شمقدری دربارهٔ صفار هرندی گفته بود: احمدی‌نژاد و صفار همچون زن و شوهری هستند که فقط همدیگر را تحمل می‌کنند. احمدی‌نژاد این سخنان را توهین به خود و وزیرش اعلام کرد.[۴]
- اگر فیلمی بدون اجازه ما در جشنواره‌های خارجی شرکت کرد فیلمساز را یک سال ممنوع‌الکار می‌کنیم و او را از امکانات دولتی محروم خواهیم کرد.[۵]
- دربارهٔ شرط رفع توقیف فیلم زمهریر: باید تغییرات زیادی انجام شود. از جمله همه اشعاری که دربارهٔ «لب کارون» خوانده می‌شود، باید به سرودهای انقلابی تبدیل شود. آن رقاص‌بازی‌ها از فیلم حذف شود تا بعد ببینیم چه می‌شود.[۵]
- اگر شورای تخصصی به این نتیجه رسید که فیلمی که قرار است به خارج از ایران برود، «عزت و استقلال ملی را به خطر می‌اندازد»، اجازه دارد به آن فیلم مجوز ندهد. البته همان فیلم می‌تواند در داخل کشور نمایش داده شود.
- نباید فیلم‌هایی که سیاه‌نمایی می‌کنند، در خارج از کشور نمایش داده شوند، مردم ما محرم و بیگانگان نامحرم هستند. فیلمساز اگر بخواهد در خارج از کشور با بیگانگان حرف بزند خارج از منافع ملی است. این سیاست عین اصل دموکراسی است.[۶]
- بعضی‌ها دوست دارند هم حادثه طبس و هم فیلم توفان شن را مسخره کنند. انبیای الهی را هم خیلی‌ها مسخره کردند. در دوران جنگ هم بعضی‌ها بودند که رزمندگان جنگ را مسخره می‌کردند. آنهایی که مسخره کردند در کجای تاریخ هستند؟ در زباله‌دان تاریخ هستند.[۷]
- امیدوارم دوستان روزنامه‌نگار به اوین سر بزنند و ببینند که زندان اوین درست مانند هتل است و وضعیت خوبی دارد.[۸]

## فیلم‌شناسی
- بر بال فرشتگان (کارگردان) (نویسنده) (۱۳۶۷)
- آفتاب و عشق (کارگردان) (نویسنده) (تدوینگر)(۱۳۶۸)
- توفان شن (کارگردان) (نویسنده) (۱۳۷۵)
- آخرین تکسوار (مشاور کارگردان) (۱۳۷۷)
- سریال روایت انقلاب (کارگردان) (۱۳۷۷)
- سریال آفتاب و زمین (کارگردان) (۱۳۷۸)
- سریال فرستاده (کارگردان) (۱۳۸۱)
- سریال خط تماس (کارگردان) (۱۳۹۷)
- سریال روزهای ابدی (کارگردان) (۱۳۹۹)
- توضیح: سریال خط تماس و روزهای ابدی هر دو یک جا فیلم برداری شده و عوامل و بازیگران تقریبا یکسانی دارند